# Stenodryas atripes
Stenodryas atripes är en skalbaggsart som först beskrevs av Maurice Pic 1935.  Stenodryas atripes ingår i släktet Stenodryas och familjen långhorningar. Inga underarter finns listade i Catalogue of Life.